# Rintger Bach
Der Rintger Bach ist ein linkes Nebengewässer der Niers im niederrheinischen Kreis Viersen.

## Bachbeschreibung
Im Stadtteil Rintgen gab es früher insgemein drei Bäche, welche die Bezeichnung Rintger Bach im Volksmund führten. Der Hauptbach entsprang in drei Quellen an der Südseite der Straße Am Klosterweiher. Dort bildete er einen Weiher. Er lief dann zur Straße Am Kloster, trieb die Klostermühle an und floss durch die Gärten zwischen Hohlstraße und Heierstraße unter einer Brücke der Gladbacher Straße zur Bleichstraße. Dort bildete er an der Rintger Bleiche etliche Wassergräben. Er überquerte darauf den Neumarkt, heute Gereonplatz, durchlief an der Südseite die Rintger und Krefelder Straße, bog vor der Rintger Schanze am Anfang des Robends nach Norden ab und mündet in den Kalverbenden in den Dorfer Bach.
Der zweite Rintger Bach, auch Rinne genannt, entsprang auf dem Gelände des Beckershofes, heute Klosterstraße Nr. 2 und 2a. An der Krefelder Straße vereinigte es sich mit dem Hauptbach.
Der dritte Rintger Bach entsprang im Garten des Bryshofes, heute die Wirtschaft Am Kloster Nr. 23. Er bildete dort einen Teich und mündete in den Pielbach, der an den Hausstöcken in den rechten Arm des Dorfer Baches floss.
In Regenzeiten und bei Schneeschmelze stiegen die drei Rintger Bäche über die Ufer und überfluteten tagelang den Neumarkt, heute Gereonsplatz. Man hatte darum als Schutzpatron gegen Wassernöte einen Nikolausstock auf dem Neumarkt aufgestellt.
Der Rintger Bach ist in seiner alten Form so nicht mehr vorhanden. Das Wasser wird teilweise über die Kanalisation abgeleitet. Ab der Ecke Hülsdonk/Oststraße fließt er als offener Graben in östliche Richtung, nimmt den Dorfer Bach auf und fließt dann östlich in den Alsbach. Die Pflege und Unterhaltung des Gewässers obliegt dem Wasser- und Bodenverband der Mittleren Niers, der in Grefrath seinen Sitz hat.

## Mühle am Rintger Bach
Am Rintger Bach stand vom 11. bis Ende des 19. Jahrhunderts die Klostermühle.

## Galerie

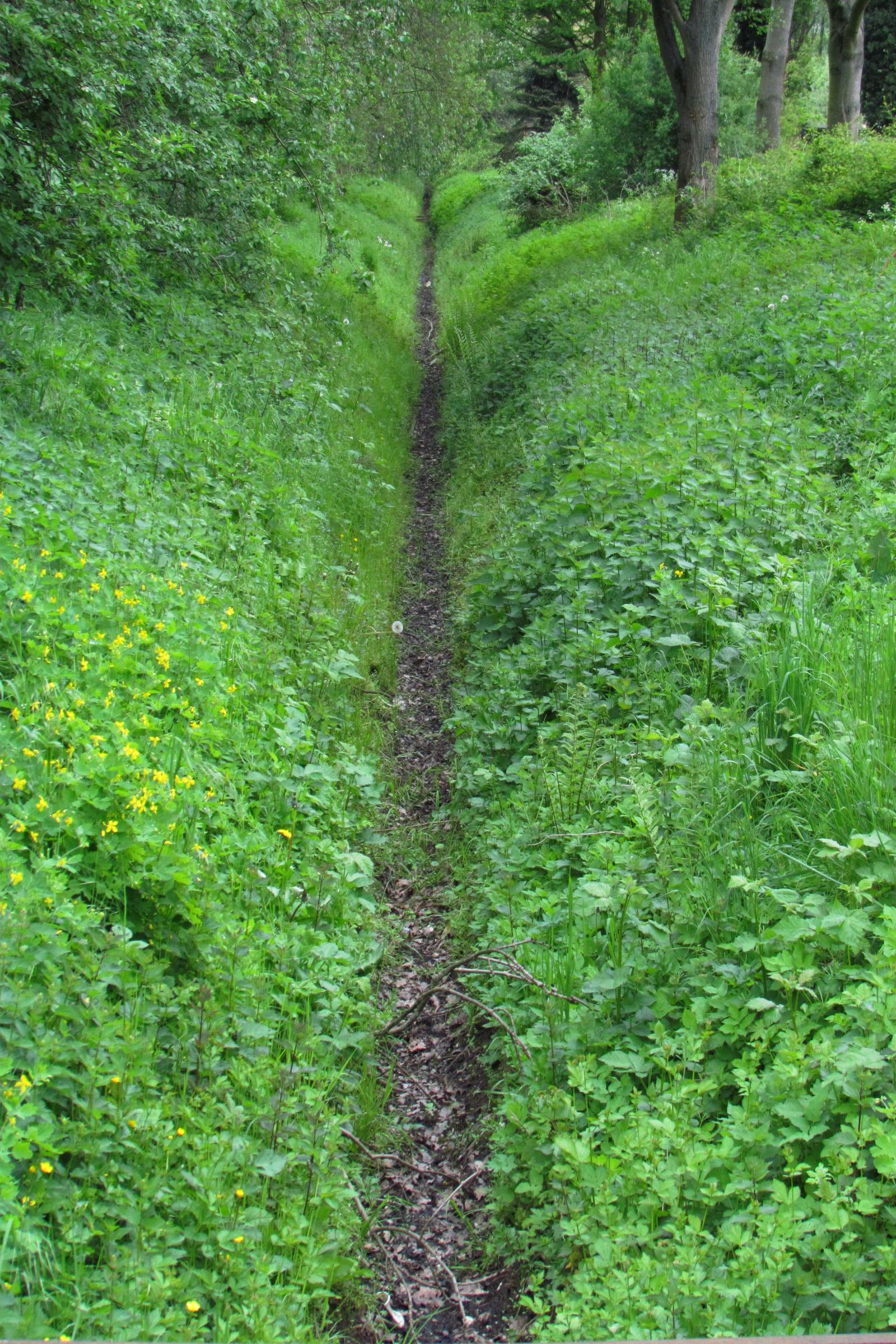
Bachbett am Hormesfeld
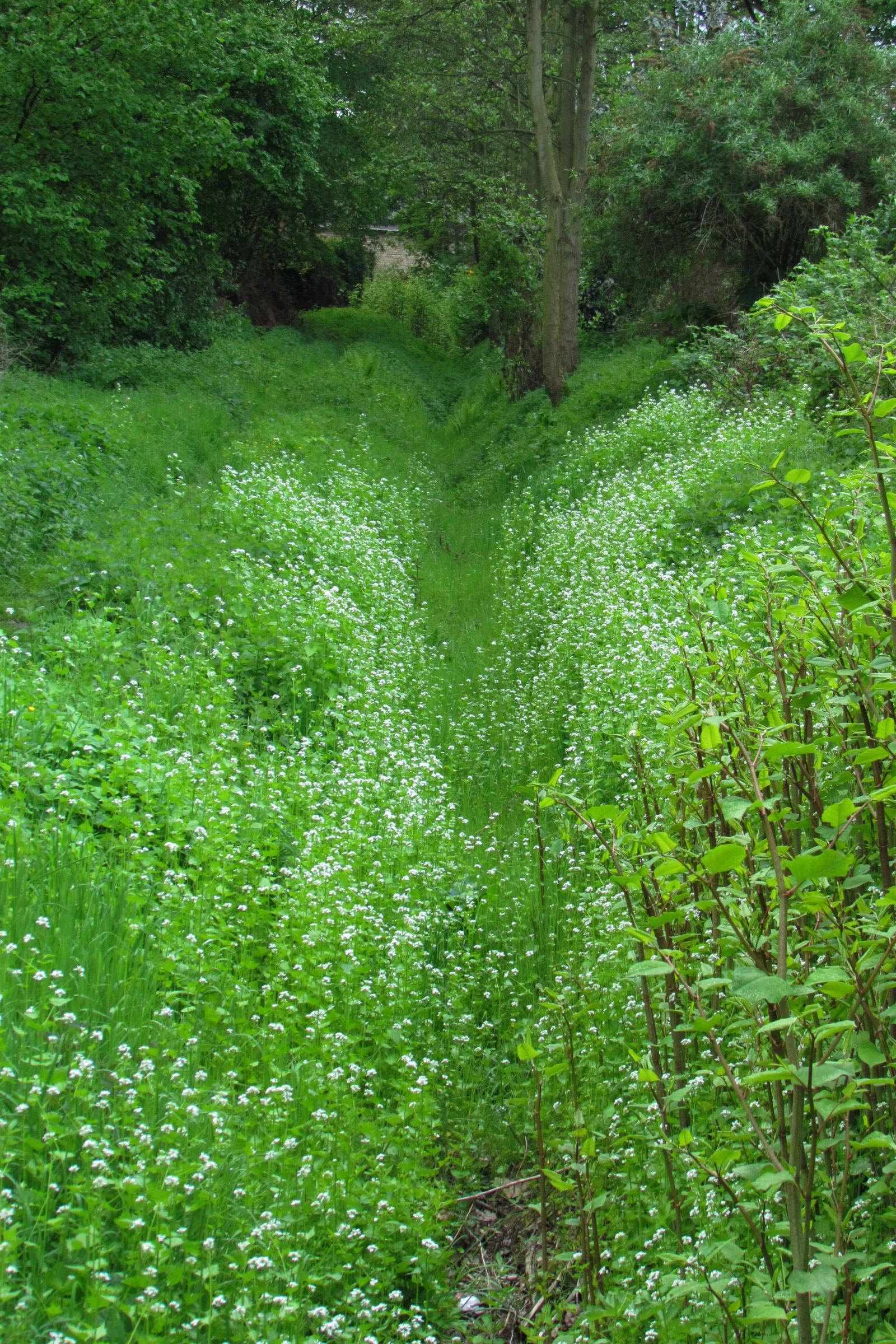
Bachverlauf des Rintger Baches